# Gemeinsame Normdatei

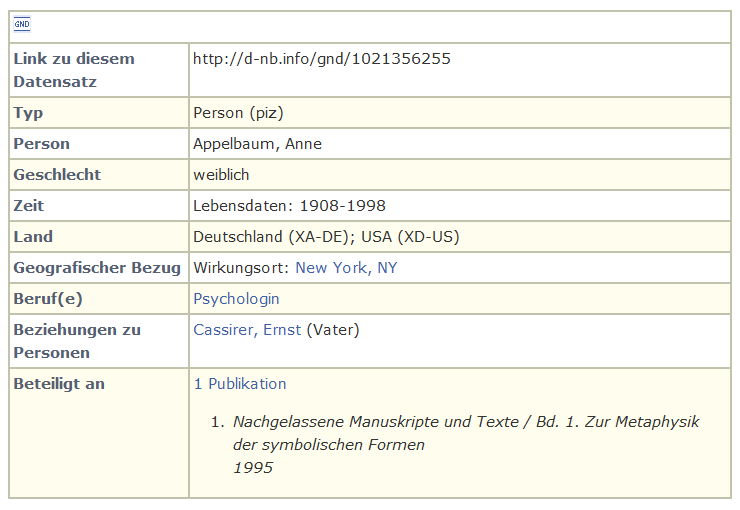
GND – zrzut ekranu

Gemeinsame Normdatei (GND) – kartoteka wzorcowa, stanowiąca element centralnego katalogu Niemieckiej Biblioteki Narodowej (DNB), utrzymywanego wspólnie przez niemieckie i austriackie sieci biblioteczne.